# Meropenem
Meropenem, được bán dưới thương mại là Merrem cùng với một số các tên khác, là một kháng sinh phổ rộng được sử dụng để điều trị một loạt các bệnh nhiễm trùng do vi khuẩn. Một số trong các bệnh này có thể kể đến như viêm màng não, nhiễm trùng trong ổ bụng, viêm phổi, nhiễm trùng huyết và bệnh than. Thuốc được đưa vào cơ thể bằng cách tiêm vào tĩnh mạch.
Tác dụng phụ thường gặp có thể có như buồn nôn, tiêu chảy, táo bón, nhức đầu, phát ban và đau ở chỗ tiêm. Tác dụng phụ nghiêm trọng bao gồm nhiễm trùng Clostridium difficile, co giật và phản ứng dị ứng bao gồm cả sốc phản vệ. Những người có tiền sử dị ứng với các kháng sinh nhóm β-lactam khác có nhiều khả năng bị dị ứng với meropenem. Sử dụng kháng sinh này trong thai kỳ có vẻ là an toàn. Meropenem thuộc họ thuốc carbapenem. Meropenem thường tiêu diệt vi khuẩn bằng cách ngăn chặn khả năng tổng hợp thành tế bào của bọn chúng.
Meropenem được cấp bằng sáng chế vào năm 1983. Chúng đã được chấp thuận cho sử dụng y tế tại Hoa Kỳ vào năm 1996. Meropenem nằm trong danh sách các thuốc thiết yếu của Tổ chức Y tế Thế giới, tức là nhóm các loại thuốc hiệu quả và an toàn nhất cần thiết trong một hệ thống y tế. Chi phí bán buôn ở các nước đang phát triển là từ 3,44 đến 20,58 USD/1 gram thuốc vào năm 2015. Tại Vương quốc Anh, chi phí này ở các NHS là khoảng 16 pound tính đến năm 2015.